# Programa Lunojod

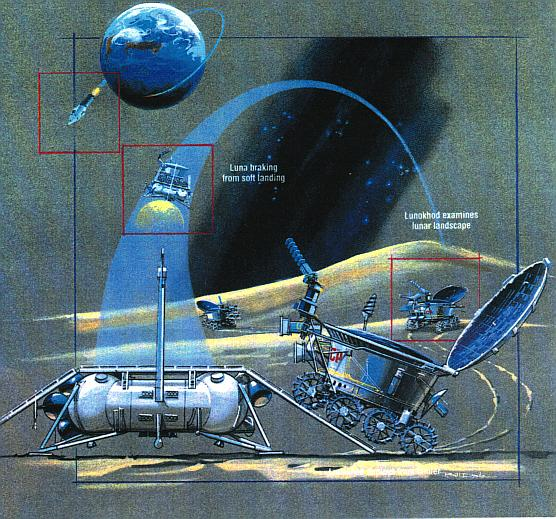
Diagrama de las misiones Lunojod.

Los Lunojod (en ruso: Луноход) 1 y 2 fueron dos astromóviles soviéticos no tripulados que alunizaron en 1970 y 1973, respectivamente. Estuvieron en funcionamiento junto con la serie de misiones de sobrevuelo Zond. El objetivo principal de las misiones era explorar la superficie y enviar imágenes. Esto complementó la serie de misiones Luna que eran misiones de orbitadores y retorno de muestras. Las misiones fueron diseñadas por Alexander Kemurdjian en la empresa NPO Lavochkin. Hasta 1997, con la Mars Pathfinder, ningún otro vehículo a control remoto había sido puesto en un cuerpo extraterrestre. Además estos vehículos han sido, hasta el momento, los dos únicos laboratorios móviles automáticos que han explorado la Luna guiados por control remoto durante 40 años, hasta que la sonda Chang'e 3 enviada por China enviara un vehículo a control remoto en 2013.

## Lunojod 1

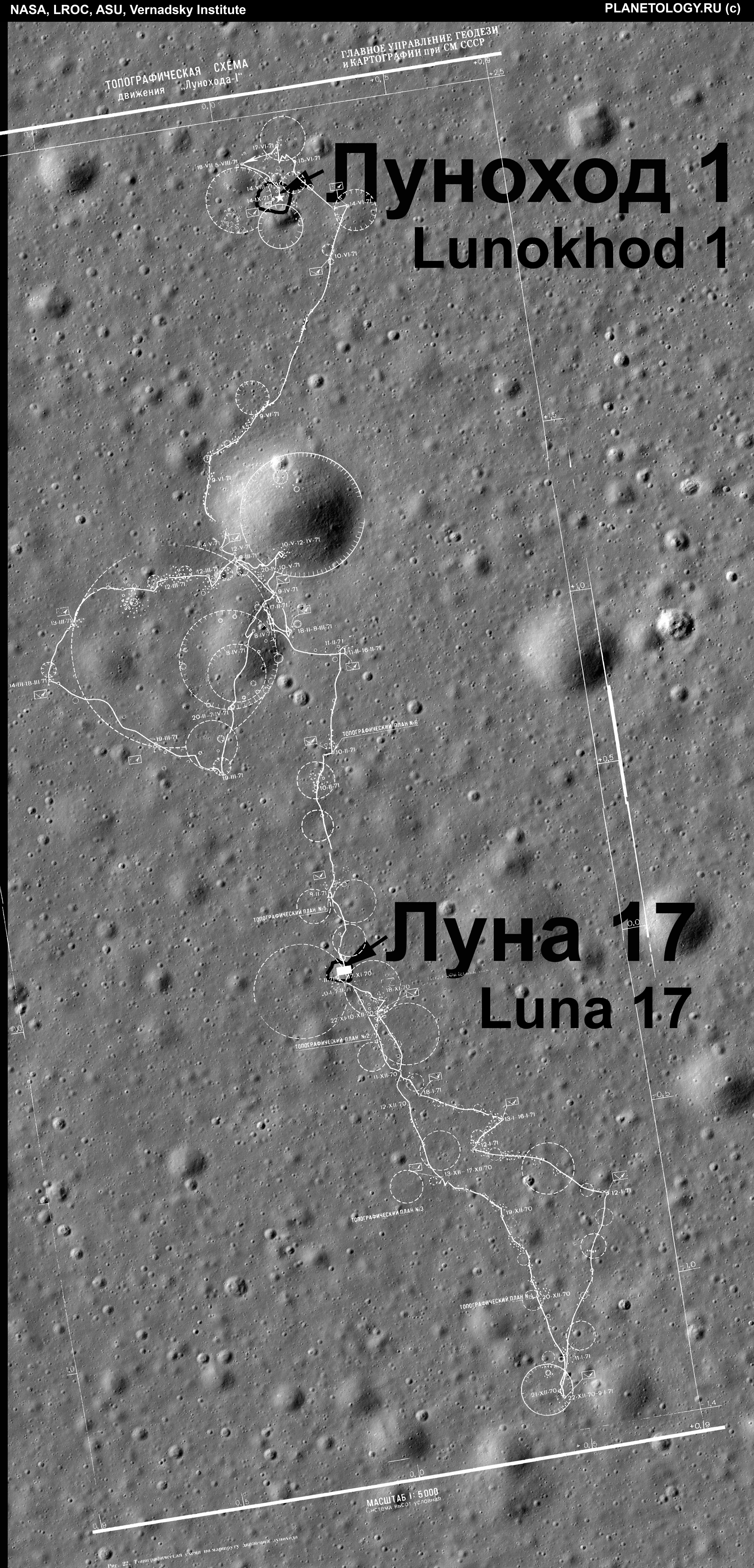
Lugar de alunizaje del Luna 17 y Lunojod 1 fotografiado por LRO.

El Lunojod 1 fue transportado a la Luna por la sonda Luna 17, el 17 de noviembre de 1970. El vehículo poseía ocho ruedas, tenía una longitud de 2,22 m y 1,60 m de ancho y un peso de 756 kg. Teledirigido desde la Tierra, exploró ampliamente el Mare Imbrium (Mar de las Lluvias), realizando en casi un año de actividad más de 10 km de recorrido y transmitiendo a la Tierra más de 20 000 imágenes televisivas y 200 vistas panorámicas de una zona de más de 80 000 metros cuadrados.
Logró realizar cerca de 500 pruebas experimentales sobre el suelo lunar, en las cuales analizó las propiedades físicas del suelo en 500 puntos y las químicas en 25 (ver RIFMA).
Importante en esta primera misión fue la utilización del reflector-láser diseñado y construido por especialistas franceses, que permitieron obtener excelentes medidas de la distancia Tierra-Luna con una exactitud 100 veces superior a la de los métodos tradicionales de radio localización.
Durante 10 meses lunares, el Lunojod I obedeció las órdenes dadas por el equipo de Tierra, superando con creces los 90 días terrestres que se estimaron de vida útil, dejando de obedecer a los técnicos en octubre de 1971, al finalizar su undécima noche lunar. La causa del cese de actividad de esta sonda, fue debido al agotamiento de la pila isotópica de la calefacción del equipo de instrumentos, con el consiguiente congelamiento del mismo. 
En previsión de que no pudiese superar la undécima noche lunar, se planeó estacionar el Lunojod en una zona plana, para que una vez agotada su vida útil, aún pudiese servir como plataforma del reflector láser que se dejó apuntando a nuestro planeta.
A pesar de permanecer en la Luna, en 1993 el vehículo robótico fue vendido en subasta por 68 500 dólares.
En 2010 el Lunojod 1 fue localizado gracias a la sonda Lunar Reconnaissance Orbiter, y el 22 de abril de ese año el equipo del científico Tom Murphy de la Universidad de California en San Diego para probar si aún estaba en funcionamiento, lanzó pulsos de láser desde el Observatorio Apache Point en Nuevo México. Sorprendentemente, el Lunojod 1 respondió con fuerza. "La mejor señal que hemos recibido del Lunojod 2 en muchos años de esfuerzo son 750 fotones de regreso, pero tuvimos 2000 fotones desde el Lunojd 1 en nuestro primer intento", apuntó Murphy.
Con Lunojod 1 de vuelta en el redil, el estudio de telemetría por láser puede llegar a nuevos niveles.
Los científicos están utilizando el láser para probar los límites de la teoría de la gravedad de Einstein dice Murphy.
Hasta el momento, los resultados lunares apoyan a Einstein.

## Lunojod 2

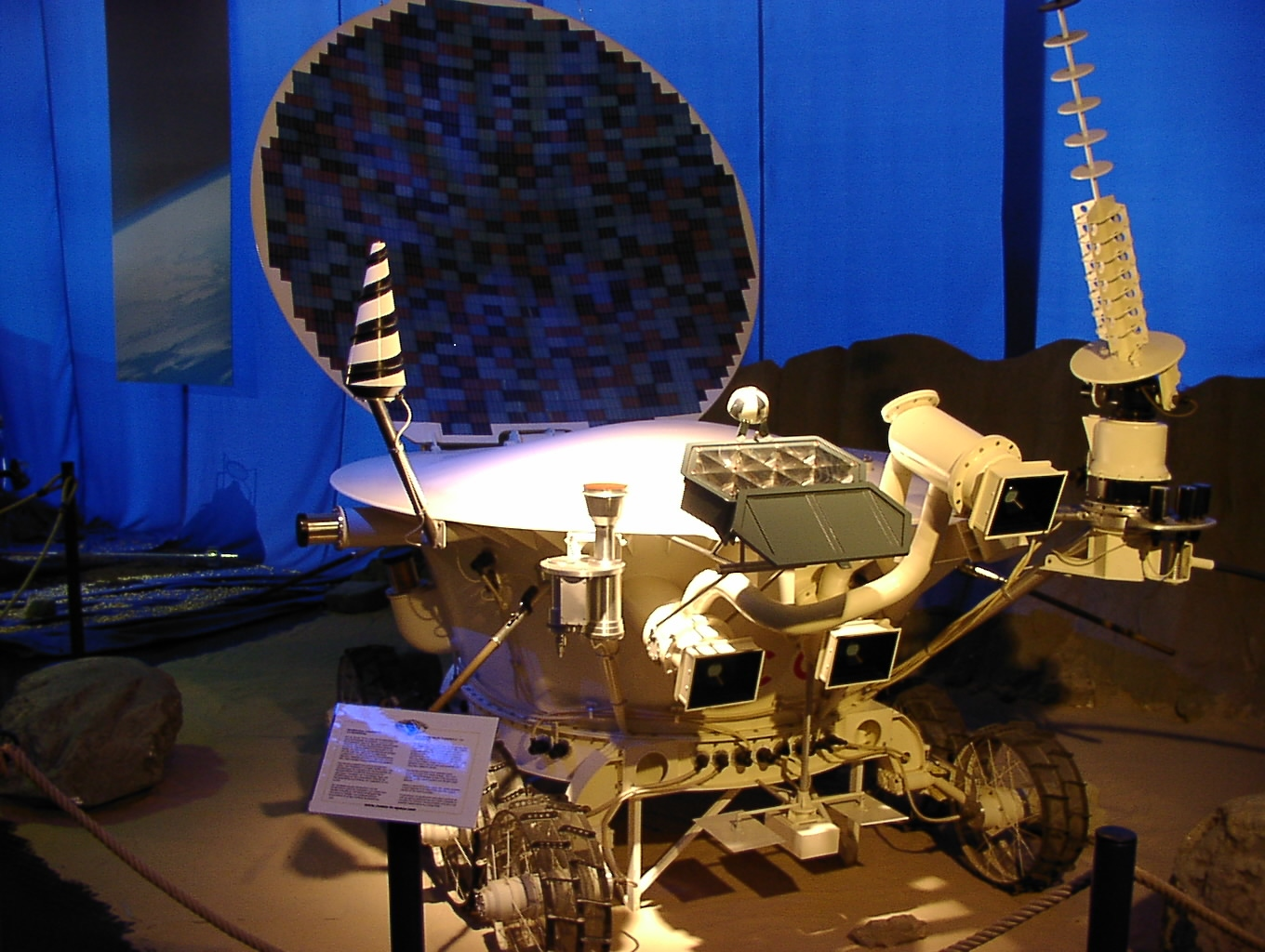
Modelo en exhibición del vehículo no tripulado Lunojod 2 enviado a la Luna.

El Lunojod 2 alunizó el 15 de enero de 1973 a bordo de la sonda Luna 21, en el cráter Le Monnier del Mar de la Serenidad, a 25,85 ºN 30,45 ºE, tan sólo a 180 kilómetros más al norte del asentamiento del Apolo 17. Al día siguiente desplegó la rampa doble que le permitió salir a la superficie lunar. El vehículo, profundamente remodelado y mejorado con respecto a su antecesor, pesaba 838 kg y exploró una vasta zona del cráter Le Monnier, recorriendo 37 km en un lapso de cuatro meses, aproximadamente.
En esta segunda misión se realizaron numerosas pruebas científicas sobre la superficie lunar, de radiación entre otras y se enviaron a la Tierra cerca de 86 vistas panorámicas y más de 80 000 imágenes televisivas.
Los principales objetivos de esta misión, además del sistema de teleguiado, fueron: observación en alta resolución de las radiaciones X solares, galácticas y extragalácticas; obtención de datos del campo magnético lunar; medición de la luz zodiacal durante los períodos de día lunar, así como de las emisiones interplanetarias y galácticas durante las noches lunares y estudio de los componentes de la superficie lunar.
Los dos laboratorios automáticos superaron los tres meses de vida prevista, si bien los cinco meses del segundo modelo perfeccionado (dejó de funcionar a mediados de 1973), representaron una pequeña decepción.

## Lunojod 3

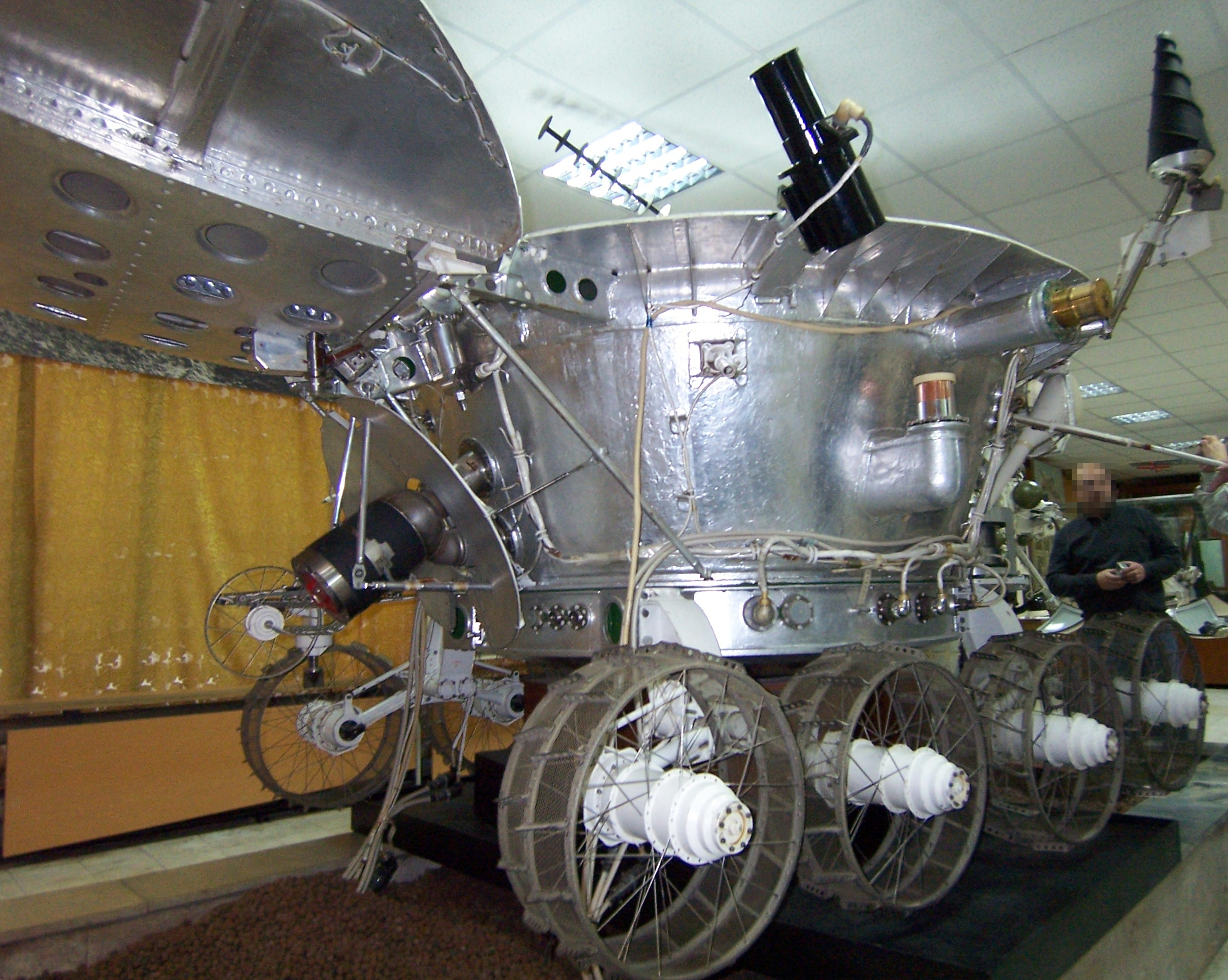
Lunojod 3.

Un tercer vehículo de la serie, el Lunojod 3, fue proyectado, diseñado y construido, pero tras el lanzamiento de la sonda Luna 24 en agosto de 1976 el programa Luna, en el que se integraban estos vehículos de exploración, se dio por concluido por lo que finalmente el Lunojod 3 no llegó a ser empleado.
La diferencia más significativa en relación con sus antecesores era el sistema de cámaras y la disposición de éstas en una plataforma con posibilidad de elevarse. Además de eso, había en este modelo la posibilidad de transmisión simultánea a la Tierra de imágenes de las dos cámaras. [cita requerida]
Actualmente está expuesto en el museo ruso NPO Lavochkin.[cita requerida]

## Descripción del vehículo
Ambos laboratorios se componían de los siguientes elementos, situados en el cuerpo principal del vehículo, herméticamente cerrados y a temperatura y presión constante (a 1,05 atmósferas y 20 °C de temperatura): una antena omnidireccional de bajo alcance de forma espiral, dos telecámaras estereoscópicas para facilitar su conducción al personal de la Tierra, una telecámara panorámica, un telescopio de rayos X, detectores de protones, partículas alfa y electrones, una sonda para el terreno, un reflector láser para medir distancias Tierra-Luna con errores del orden de decenas de metros para una distancia media de 386 000 kilómetros, y un espectrómetro para efectuar análisis químicos al instante. 
Iban dotados de 8 ruedas de 51 centímetros de diámetro, movidas por motores eléctricos independientes, y montadas por parejas sobre bogies, así como de una novena rueda en la parte trasera destinada a medir la distancia recorrida. Este tipo de sonda podía avanzar a baja velocidad, con dos velocidades en cada sentido, y con capacidad de moverse con sólo dos ruedas motrices en cada lado. 
Las ruedas iban dotadas de una serie de finos hilos metálicos para ofrecer resistencia y mejorar el agarre al suelo, provistas además de unos sensores de inclinación que se superponían a las órdenes dadas desde la Tierra, y que hubiesen detenido de forma automática el vehículo si aquel hubiese corrido el riesgo de volcar.
El mando de este tipo de naves estaba a cargo de un equipo compuesto por un jefe de misión, un conductor, un piloto navegante, un ingeniero de a bordo y un operador de gobierno de la antena dirigida, que siempre tenía que estar orientada hacia nuestro planeta, tardando las órdenes dadas por dicho equipo un tiempo de 1,3 segundos en ser obedecidas por la nave.
El equipo de conducción de la Tierra tenía a su disposición las imágenes de televisión que se obtenían a través de las dos cámaras de la nave, situadas en la proa, la posición angular del Lunojod, su velocidad, así como otros datos de orientación y estado del vehículo.